# Novembre 1876

## Événements
- Condominium franco-britannique en Égypte.
  - Banqueroute de l’État égyptien : alors qu’il envoie des contingents rejoindre les armées turques en guerre contre les Russes, le khédive Isma'il est obligé d’annoncer la faillite du Trésor. Les créanciers européens gèrent désormais les finances nationales placées sous le contrôle commun de la France et de la Grande-Bretagne. Isma’il doit céder 180 000 actions égyptiennes de la Compagnie du canal aux Britanniques qui obtiennent trois sièges au conseil d’administration, où prédomine encore largement la représentation française. La caisse internationale de la dette, à laquelle sont dès lors affectés les impôts de l’Égypte, est composée de quatre commissaires (français, anglais, italien et autrichien) choisis par les créanciers et nommés par le khédive.
- Mobilisation partielle de l’armée russe contre la Turquie.

- 1er novembre : un cyclone tropical ravage l’embouchure du Brahmapoutre et coûte la vie à 250 000 personnes.

- 5 novembre : départ de Nyangwe d'une expédition commerciale de Tippou Tib au-delà du lac Tanganyika. Elle mobilise 720 personnes.
  - Tippou Tib rencontre Stanley à Kasongo. Ils organisent ensemble l'expédition. Tippou Tib rebrousse chemin après 50 jours.

- 7 novembre : élection de Rutherford B. Hayes comme Président des États-Unis.

- 20 novembre : Porfirio Díaz renverse le gouvernement du président Sebastián Lerdo de Tejada et est nommé président de la République du Mexique en 1877.

- 25 novembre, Canada : création du Conseil du Keewatin

## Naissances
- 1er novembre : Paul Rohmer, pédiatre alsacien un des fondateurs de la pédiatrie française († 2 mars 1977).
- 5 novembre : Raymond Duchamp-Villon, sculpteur.
- 18 novembre : Walter Allward, sculpteur.
- 22 novembre : Pierre Petit de Julleville, cardinal français, archevêque de Rouen († 10 décembre 1947).
- 23 novembre : Manuel de Falla, compositeur espagnol.
- 25 novembre: Bô Yin Râ (son nom patronymique était Joseph Anton Schneiderfranken), peintre allemand († 14 février 1943).
- 26 novembre : Bart van der Leck, peintre néerlandais († 13 novembre 1958).

## Décès
- 18 novembre : Diaz de La Peña, peintre français (° 1807).